# Areotilla
Areotilla Bischoff, 1920 — род ос-немок из подсемейства Ticoplinae.

## Опсиание
Афротропика: Зимбабве, Лесото, Малави, Южная Африка. Самка осы-немки пробирается в чужое гнездо и откладывает яйца на личинок хозяина, которыми кормятся их собственные личинки.

## Систематика
Около 10 видов. Относится к трибе Ticoplini. 
- Areotilla areolata Bischoff, 1920 typus
- Areotilla marshalli (André, 1903)
- Areotilla montana Mitchell & Brothers, 1998
- Areotilla perplexa Mitchell & Brothers, 1998
- Areotilla trifasciata Mitchell & Brothers, 1998
- Areotilla vulgaris Mitchell & Brothers, 1998